# Vlag van Kuala Lumpur

Vlag van Kuala Lumpur

De vlag van Kuala Lumpur is een variant van de Jalur Gemilang, de nationale vlag van Maleisië. De vlag werd aangenomen op 1 februari 1990, toen Kuala Lumpur honderd jaar zelfbestuur had.
Het rood in de vlag staat voor kracht en moed, het wit voor de schoonheid van de stad, het blauw voor Kuala Lumpurs burgers en het geel voor soevereiniteit en vooruitgang.